# Celtas insulares

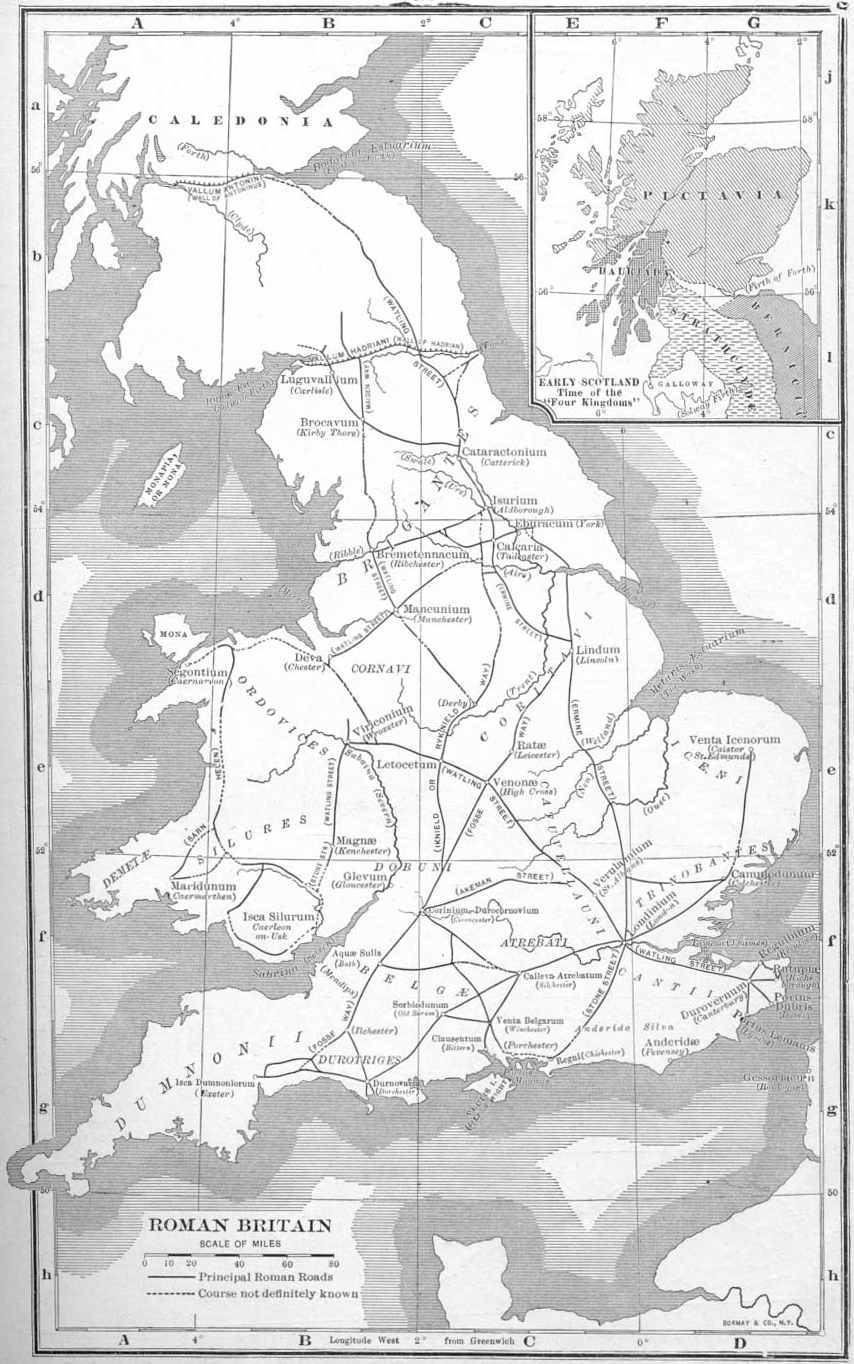
Sitios principales en Gran Bretaña romana, con indicación de las tribus celtas.

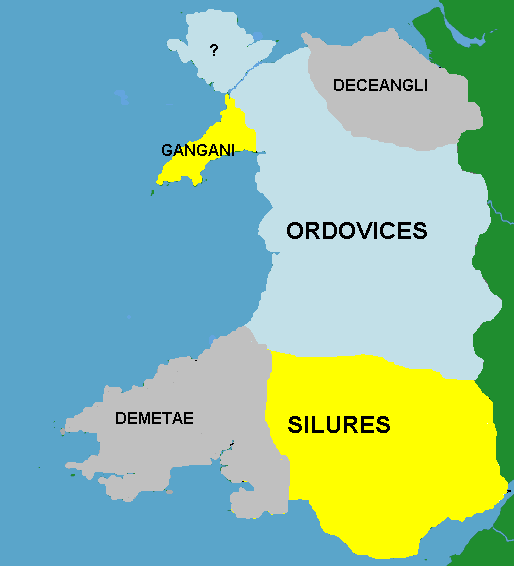
Tribus de Gales en el momento de la invasión romana, con límites conjeturales.

Los celtas insulares son los hablantes de las lenguas celtas insulares, que comprenden todas las lenguas celtas vivas, así como sus precursoras. Sin embargo, el término se utiliza principalmente en referencia a los pueblos de la Edad de Hierro británica antes de la conquista romana y a sus contemporáneos en Irlanda.
Según teorías más antiguas, las lenguas celtas insulares se extendieron por las islas británicas en el curso de la Edad de Hierro insular. Actualmente, esto ha sido puesto en duda por la mayoría de los estudiosos, que ven las lenguas como ya presentes, y posiblemente dominantes, en la Edad de Bronce. En algún momento, los idiomas se dividieron en dos grupos principales, Goídelc en Irlanda y la lengua britónica en Gran Bretaña, correspondientes a los grupos de población de los pueblos gaélicos por un lado y los britanos y los pictos por el otro. 

## Asentamiento celta de Gran Bretaña e Irlanda

### Arqueología

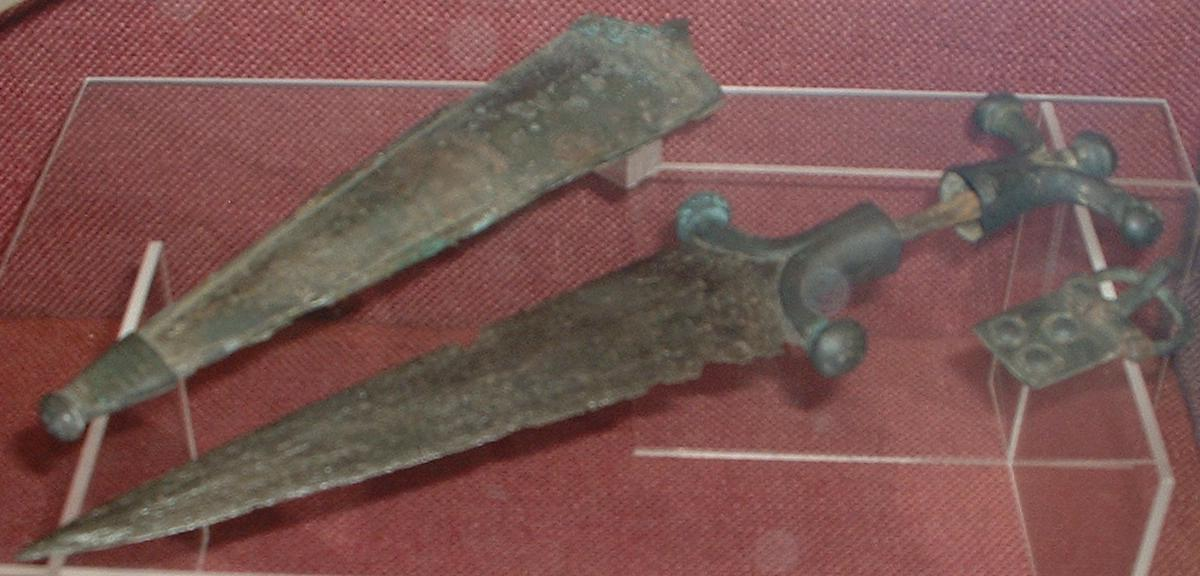
Daga celta encontrada en Britania.

En teorías más antiguas, la llegada de los celtas, definidos como hablantes de lenguas celtas, que se derivan de una lengua proto-celta, coincidió aproximadamente con el comienzo de la Edad de Hierro europea. En 1946 el erudito celta T. F. O'Rahilly publicó sumodelo influyente de la historia temprana de Irlanda, que postulaba cuatro oleadas separadas de invasores celtas, que abarcaban la mayor parte de la Edad de Hierro (700 a 100 a. C.). Sin embargo, la evidencia arqueológica de estas olas de invasores resultó ser esquiva. Investigaciones posteriores indicaron que la cultura puede haberse desarrollado de forma gradual y continua entre los celtas y las poblaciones indígenas. De manera similar, en Irlanda se encontró poca evidencia arqueológica de grandes grupos intrusivos de inmigrantes celtas, lo que sugiere a los arqueólogos como Colin Renfrew que los habitantes nativos de finales de la Edad del Bronce absorbieron gradualmente las influencias y el lenguaje celtas europeos.
En la década de 1970, un «modelo de continuidad» fue popularizado por Colin Burgess en su libro La Edad de Stonehenge que teorizaba que la cultura celta en Gran Bretaña «emergió», en lugar de ser el resultado de una invasión y que los celtas no eran extraterrestres invasores, sino descendientes de, o culturalmente influenciados por, figuras como el Arquero de Amesbury, cuyo entierro incluía claras conexiones continentales.
La evidencia arqueológica es de una continuidad cultural sustancial a través del I milenio a. C., aunque con una importante superposición de elementos adoptados selectivamente de la «cultura celta» La Tène desde el siglo IV a. C. en adelante. Hay afirmaciones de estados de estilo continental que aparecen en el sur de Inglaterra cerca del final del período, posiblemente reflejando en parte la inmigración de élites de varios estados galos como los de Belgae. La evidencia de entierros de carros en Inglaterra comienza alrededor del 300 a. C. y está mayormente confinada a la cultura Arras asociada con la Parisii.

### Lingüística
Restos de lenguas pre-célticas pueden permanecer en los nombres de algunos accidentes geográficos, como los ríos Clyde, Tamar y Támesis, cuya etimología no está clara, pero que posiblemente derivan de un sustrato pre-celta (Gelling). Se cree que alrededor del siglo VI a. C. la mayoría de los habitantes de las islas de Irlanda y Gran Bretaña hablaban lenguas celtas. Un polémico análisis lingüístico filogenético de 2003 sitúa la edad de los celtas insulares unos siglos antes, en 2900 años antes del presente, o ligeramente antes de la Edad de Hierro europea.
No está del todo claro si alguna vez existió una lengua «céltica insular común», siendo la alternativa que el asentamiento celta de Irlanda y Gran Bretaña fue emprendido por poblaciones separadas que hablaban dialectos celtas separados desde el principio. Sin embargo, la «hipótesis del celta insular» se ha favorecido como el escenario más probable en la lingüística histórica celta desde finales del siglo XX —apoyada, por ejemplo, por Cowgill 1975; McCone 1991, 1992; y Schrijver 1995—. Esto apuntaría a una única ola de inmigración de celtas primitivos (Hallstatt D) tanto a Gran Bretaña como a Irlanda, que sin embargo se dividió en dos grupos aislados (uno en Irlanda y otro en Gran Bretaña) poco después de su llegada, lo que situó la división del celta insular en goidélico y britónico cerca del año 500 a. C. Sin embargo, esta no es la única interpretación posible. En un escenario alternativo, la migración podría haber llevado a los primeros celtas primero a Gran Bretaña —donde se habló inicialmente de un celta insular en gran parte indiferenciado—, de donde Irlanda fue colonizada más tarde. Schrijver ha señalado que, de acuerdo con la cronología absoluta de los cambios de sonido encontrados en Language and History in Early Britain de Kenneth Jackson, los britónicos y los goidélicos eran todavía esencialmente idénticos a mediados del siglo I, aparte de la isoglosa P/Q, y que no hay evidencia arqueológica que apunte a la presencia celta en Irlanda antes del año 100 a. C. aproximadamente.

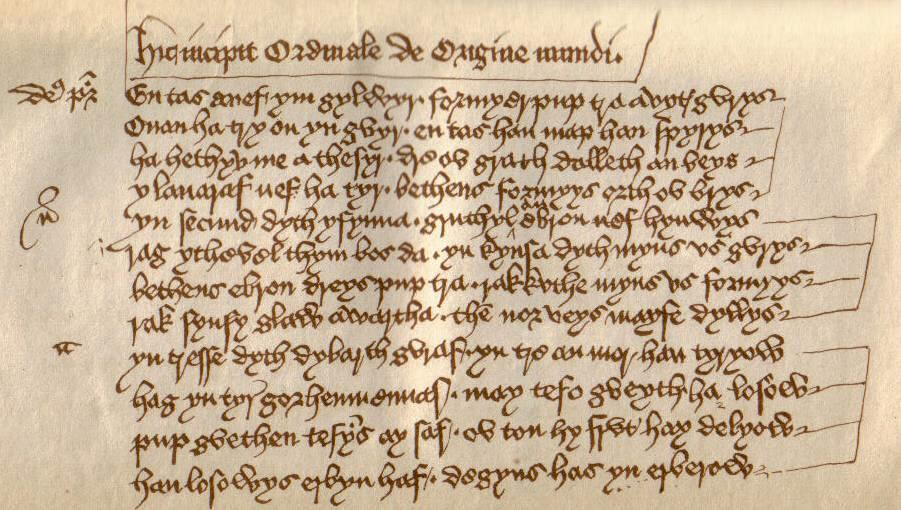
Texto en córnico

La rama goidélica se desarrollaría en el irlandés primitivo, el irlandés antiguo y el irlandés medio, y únicamente con la expansión histórica (medieval) de los gaélicos se dividiría en las lenguas gaélicas modernas (irlandés moderno, gaélico escocés, manés). El bretón común, por otra parte, se dividió en dos ramas, la britónica y la priténica, como consecuencia de la conquista romana de Britania en el siglo I. En el siglo VIII, el priténico se había convertido en el idioma picto —que se extinguiría durante el siglo IX más o menos—, y el britónico se había dividido en galés antiguo y córnico antiguo.

### Genética poblacional
Los estudios genéticos han apoyado la prevalencia de las poblaciones nativas. Un estudio realizado en 2003 por Christian Capelli, David Goldstein y otros en el University College de Londres mostró que los marcadores genéticos asociados a los nombres gaélicos en Irlanda y Escocia también son comunes en ciertas partes de Gales e Inglaterra —en la mayoría de los casos, el sudeste de Inglaterra con los recuentos más bajos de estos marcadores—, y son similares a los marcadores genéticos del pueblo vasco y más diferentes de los de los daneses y los alemanes del norte. Esta similitud apoyó hallazgos anteriores al sugerir una gran ascendencia genética pre-celta, que probablemente se remonta al asentamiento original del Paleolítico superior. Los autores sugieren, por lo tanto, que la cultura y la lengua celtas pueden haber sido importadas a Gran Bretaña a principios de la Edad de Hierro por contacto cultural, no por «invasiones masivas». En 2006, dos libros populares, The Blood of the Isles de Bryan Sykes y The Origins of the British: a Genetic Detective Story de Stephen Oppenheimer analizan las pruebas genéticas del asentamiento prehistórico de las islas británicas, concluyendo que, si bien hay pruebas de una serie de migraciones desde la península ibérica durante el Mesolítico y, en menor medida, durante el Neolítico, hay comparativamente pocos rastros de cualquier migración de la Edad de Hierro. Estudios genéticos posteriores sobre el haplogrupo I-M284 de ADN-Y encontraron pruebas de algunas migraciones de personas celtas (La Tène) hacia Gran Bretaña y el noreste de Irlanda a finales de la Edad de Hierro.
Se ha demostrado que la migración juega un papel clave en la expansión del complejo Beaker en las islas británicas. Se han analizado los datos de todo el genoma de 400 europeos del Neolítico, la Edad de Cobre y la Edad de Bronce (incluyendo >150 antiguos genomas británicos). La introducción en las islas británicas de la cultura del complejo Beaker llegó con altos niveles de ascendencia relacionada con la estepa, y aproximadamente el 90% del acervo genético fue reemplazado en unos pocos cientos de años.

## Edad de Hierro Británica

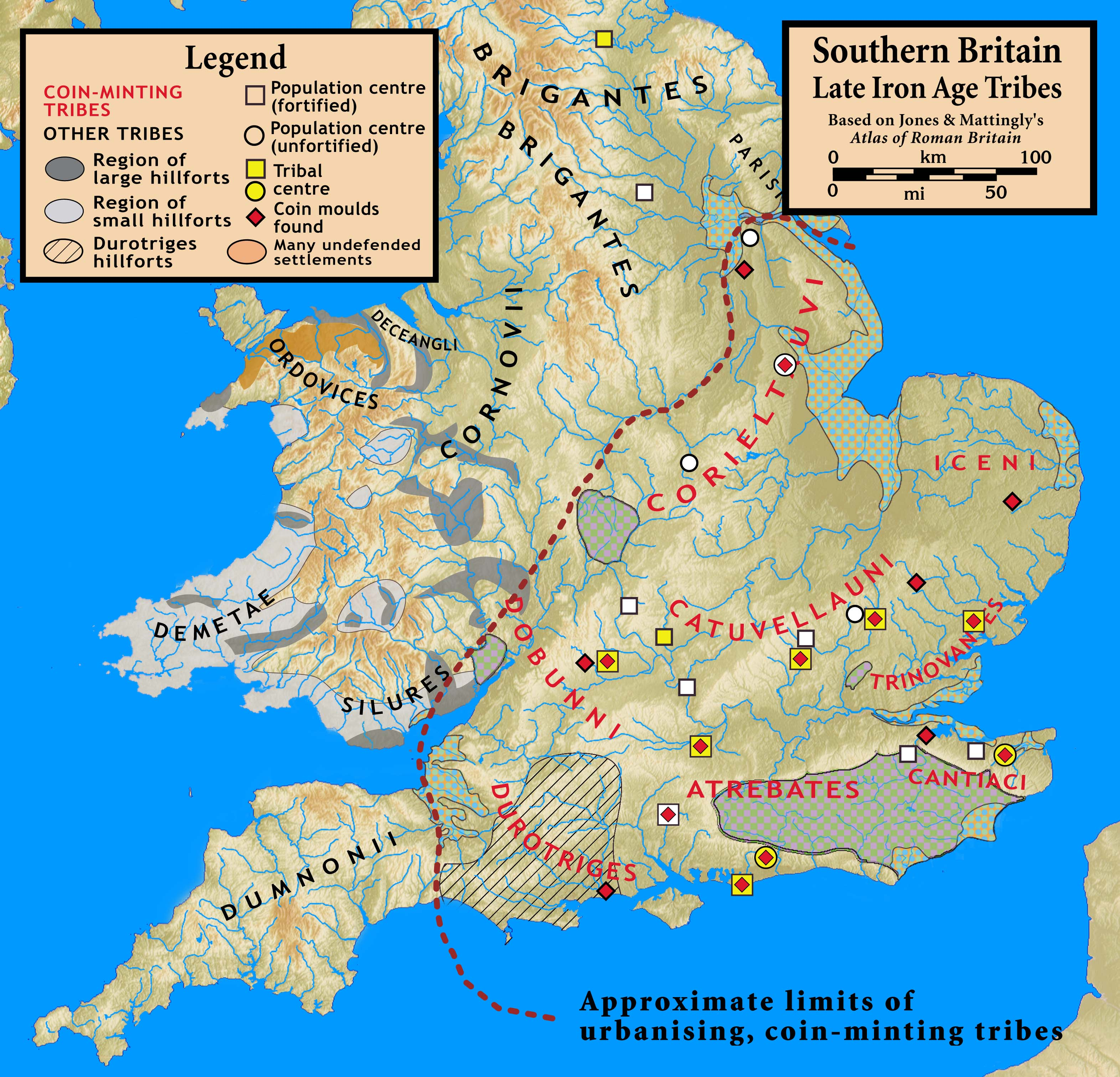
Mapa del sur de Gran Bretaña en el siglo I a. C.

La Edad de Hierro Británica es un nombre convencional en la arqueología de la Gran Bretaña prehistórica, típicamente excluyendo a la prehistórica Irlanda, que tenía una cultura independiente de la Edad de Hierro propia. La fase paralela de la arqueología irlandesa se denomina la Edad de Hierro Irlandesa.
La Edad de Hierro Británica duró en teoría desde el primer uso significativo de hierro para herramientas y armas en Gran Bretaña hasta la romanización de la mitad sur de la isla. La cultura romanizada se denomina Britania romana y se considera que suplanta a la Edad de Hierro británica.
La única descripción que sobrevive de las poblaciones de la Edad de Hierro de las islas británicas es la de Piteas, que viajó a la región alrededor del 325 a. C.. Los primeros nombres de las tribus en fecha registrada en el siglo I d. C. (Claudio Ptolomeo, Julio César; hasta cierto punto representando la situación en el momento de la conquista romana.

## La época romana y la Edad Media

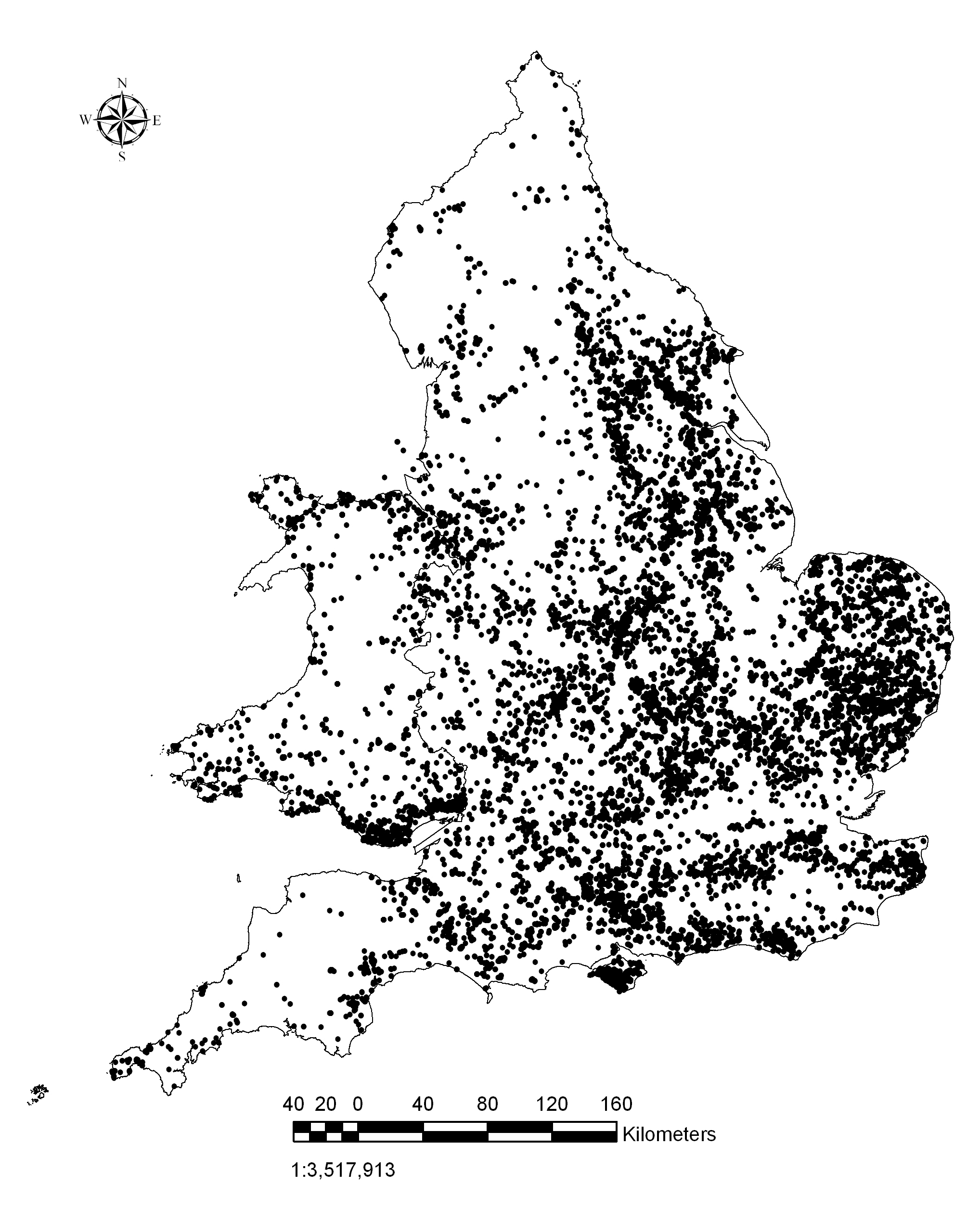
Una trama de todas las ubicaciones de monedas romanas en Gran Bretaña encontradas entre 1997 y 2010, destinada a ilustrar la medida de la «romanización» (Plan de Antigüedades Portátiles).

La Gran Bretaña romana existió durante unos cuatro siglos, desde mediados del siglo I hasta mediados del V. Esto llevó a la formación de una cultura romano-británica sincretizada en la parte sur de Gran Bretaña, comparable en algunos aspectos a la cultura galorromana del continente. Sin embargo, mientras que en la Galia la influencia romana fue suficiente para reemplazar casi totalmente la lengua gala por el latín vulgar, esto no fue ni mucho menos el caso en la Gran Bretaña romana. Aunque es de suponer que en los centros de población de la Gran Bretaña Romana se hablaba un dialecto del latín británico, no llegó a tener la suficiente influencia como para desplazar a los dialectos británicos que se hablaban en todo el país. Presumiblemente quedaron grupos de población de habla romana en Gran Bretaña hasta el siglo VIII.
Gran Bretaña del Norte (al norte del Muro de Antonino) e Irlanda permanecieron esencialmente en el período prehistórico hasta después del final del período romano. Se puede argumentar que el período «protohistórico» de Irlanda comenzó alrededor del año 400 a. C., debido a la difusión cultural de la Gran Bretaña romana, la importación de la escritura —ogam, que refleja los primeros registros del irlandés primitivo— y el cristianismo. Las poblaciones del norte de la Gran Bretaña romana se resumen bajo el término caledonios —los antepasados de los pictos de los siglos posteriores—. Se sabe muy poco sobre ellos, aparte de que suponían una constante amenaza militar para la frontera romana.
Con la invasión anglosajona y el asentamiento de Gran Bretaña en los siglos V y VI, las lenguas británicas fueron gradualmente marginadas a las partes occidentales de la isla, a lo que hoy es Gales y Cornualles. La transición no se presenta necesariamente como una inmigración masiva con un sustancial reemplazo de población, sino que podría implicar la llegada de una nueva élite que instalaría su cultura y su idioma como un superestrato.  Un proceso similar ocurrió cuando los gaélicos se instalaron sobre las poblaciones anteriormente de habla picta en el norte de Gran Bretaña. Parece haber habido un período de sincretismo británico-saxónico durante el siglo VI, con gobernantes británicos que llevaban nombres sajones (como en Tewdrig) y gobernantes sajones que llevaban nombres británicos (como en Cerdic).
A finales de la Edad Media, alrededor del siglo VIII, los pueblos celtas insulares se habían convertido en los portadores de las culturas gaélica y galesa de la histórica Irlanda gaélica y Gales medieval.